# Amando (nombre)
Amando es un nombre propio masculino y femenino, de origen latino en su variante en español. Significa 'el que debe ser amado' o 'digno de amor'.

## Santoral
En el santoral cristiano aparecen:
- 6 de febrero: San Amando de Elnon
- 18 de junio: San Amando de Burdeos
- 26 de octubre: San Amando de Argentorato

## Variantes
- Femenino: Amanda.

### Variantes en otros idiomas
| Variantes en otras lenguas | Variantes en otras lenguas |
| -------------------------- | -------------------------- |
| Español                    | Amando                     |
| Alemán                     | Amand                      |
| Asturiano                  | Amando                     |
| Catalán                    | Amando                     |
| Euskera                    | Amando                     |
| Gallego                    | Amando                     |
| Inglés                     | Amando                     |
| Italiano                   | Amando                     |
| Portugués                  | Amando                     |

## Personajes célebres
- Amando de Vasconia, duque franco de Vasconia (636-660).
- Amando de Ossorio, (1918–2001), director de cine español
- Amando Blanquer Ponsoda (1935–2005), compositor, músico y pedagogo musical español.
- Amando de Miguel Rodríguez, (1937-), sociólogo español.
- Amando Herrero, músico español.